# NGC 4908
NGC 4908 ist eine 13,2 mag helle Elliptische Galaxie vom Hubble-Typ „E2“ im Sternbild Haar der Berenike am Nordsternhimmel. Sie ist schätzungsweise 224 Millionen Lichtjahre von der Milchstraße entfernt und hat einen Durchmesser von etwa 65.000 Lj. Die Galaxie gilt als Mitglied des Coma-Galaxienhaufens, Abell 1656.

Im selben Himmelsareal befinden sich u. a. die Galaxien IC 4040, IC 4041, IC 4042, IC 4051.
Das Objekt wurde am 11. April 1785 von Wilhelm Herschel entdeckt.
Diese Entdeckung wird von verschiedenen historischen Astronomen und Katalogerstellern unterschiedlich geführt. Guillaume Bigourdan und Boris Alexandrowitsch Woronzow-Weljaminow weisen diese Beobachtung der Galaxie IC 4051 zu, während John Herschel sie unter „h 1510“ fälschlich der Galaxie NGC 4894 zuordnet.